# Giuliano Gemma
Giuliano Gemma (Róma, 1938. szeptember 2. – Civitavecchia, 2013. október 1.) olasz színész. 
A spagettiwestern műfajának egyik legnépszerűbb alakjaként szerzett világszerte hírnevet.

## Pályafutása

### Fiatalkora
Gemma kaszkadőrként kezdte pályafutását, s egészen addig folytatta ezt a tevékenységét, amíg Duccio Tessari olasz filmrendező fel nem fedezte, és huszonnégy éves korában Fiam, a hős című filmben szerepet adott neki. Volt egy közös filmje Henry Fondával A nagy csata c. francia krimi. Később A párduc című történelmi filmmel ért el komolyabb sikert Alain Delon, valamint az akkor még Mario Girotti néven szereplő Terence Hill oldalán. A film Garibaldi szicíliai partraszállásának történetét dolgozza fel.

### Aspagettiwestern
Westernben először 1965-ben szerepelt, méghozzá Tessari Pisztolyt Ringónak című alkotásában. Filmbeli partnerével, Fernando Sanchóval ugyancsak Tessari rendezésében volt még egy közös westernjük 1965-ben, a Ringo visszatér. Ezt követően több tucat olasz vadnyugati filmben játszott, de nem mindegyik volt olyan kiemelkedő alkotás, mint a Tessarival készült filmek. Ezekben a filmekben nem egyszer játszhatott együtt személyes jóbarátjával, Nello Pazzafinivel, ironikus módon olykor egymás ellenfelét alakítva. Eli Wallachal, Sergio Leone dollár-trilógiájának egyik sztárjával is volt egy közös, de nem annyira ismert filmjük, a Vadnyugati szamuráj (a japán szamuráj szerepét Tomás Milián játszotta). Magyarországon is ismert mint Bud Spencer egyik filmbéli partnere Az angyalok is esznek babot c. filmből. Főszereplő volt Dino Buzzati A Tatárpuszta c. regényének megfilmesített változtatában. 1999-ben egy rövid mellékszerep jutott neki Balzac francia íróról szóló kétrészes filmben, akkor Gérard Depardieu-vel láthatták.
Róma közelében halálos autóbalesetet szenvedett két másik utasával, a fiával és egy férfival. Ők ketten túlélték a balesetet.
A legjobb barátai közé tartozott Nello Pazzafini kaszkadőr-színész, aki Bud Spencer-Terencel Hill filmekből is ismert, illetve Romano Puppo kaszkadőr-színész, aki 20 évvel korábban szintén autóbalesetben vesztette életét.[forrás?]

## Magánélete
Leánya, Vera Gemma is színész. Gemma hobbija a szobrászat volt.

## Filmjei
- Velence, a hold és te (1958)
- Ben Hur (1959)
- A csinos férj (1959)
- A titánok eljövetele (1962)
- A párduc (1963)
- Herkules és a Nap fiai (1964)

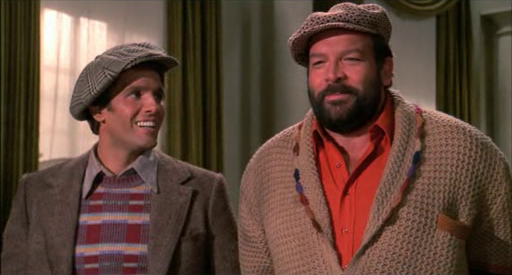
Bud Spencerrel Az angyalok is esznek babot című filmben (1973)

- Angélique, az angyali márkinő (1964)
- Adios, gringo! (1965)
- Ringo visszatér (1965)
- Pisztolyt Ringónak (1965)
- Egy lyukas dollár (1965)
- A Yuma erőd aranya (1966)
- A harag napjai (1967)
- Tetőnk a csillagos ég (1968)
- Élve, de inkább holtan (1969)
- A hatalom ára (1969)
- Robin Hood, a tüzes íjász (1970)
- Ben és Charlie (1972)
- Kettős bűntény Hamburgban (1972)
- Az angyalok is esznek babot (1973)
- Szerelmi bűntény (1974)
- Angyali jobbhorog (1974)
- Vadnyugati szamuráj (1975)
- Afrika Expressz (1975)
- Szafari Expressz (1976)
- Tatárpuszta (1976)
- Szafari expressz (1976)
- California (1977)
- A vasprefektus (1977)
- Corleone (1978)
- A nagy csata (1978)
- Ezüstnyereg (1978)
- A kétdimenziós gyilkos (1978)
- Térdre kényszerítve (1979)
- Figyelmeztetés (1980)
- Szakadt szakasz (1982)
- Tex és a mélység ura (1985)
- Reméljük, lány lesz (1986)
- Az ellenfél (1987)
- Az alvilág csapdája (1988)
- Az Appeninektől az Andokig (1990)
- Drágakövek (1992)
- Tűzsivatag (1997)
- Szerelem az Alpokban (1999)
- Őrült Johanna (2001)
- Őrangyal (2001)
- A piszkos kezű kislány (2005)
- II. János Pál – A béke pápája (2005)
- A nyomozás (2006)
- Pompei – Egy város pusztulása (2007)
- Capri – Az álmok szigete (2010)
- Rómának szeretettel (2012)